# SN1-reaktion
SN1-reaktionen är en organisk-kemisk substitutionsreaktion. Namnet kommer från att det är en monomolekylär nukleofil substitution. SN1-reaktioner förekommer främst i sekundära och tertiära alkoholer och halider. 

## Reaktionsmekanism

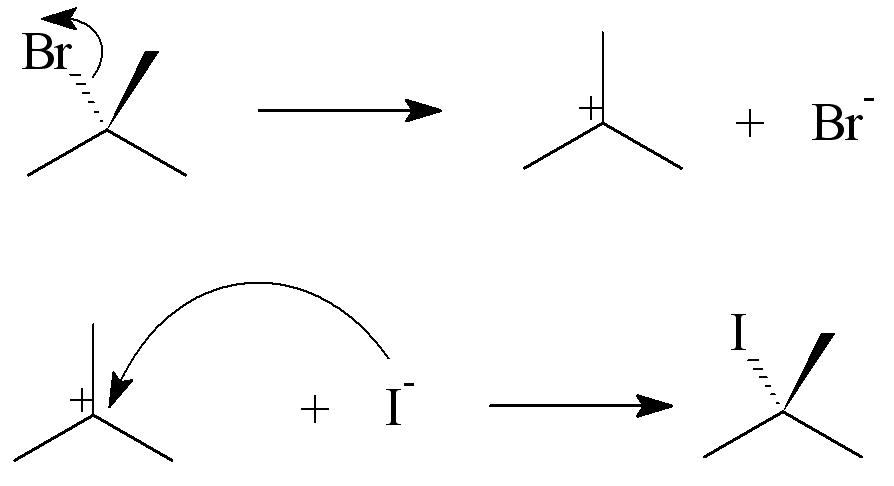
Steg 1: Den lämnande gruppen Br^{–} (bromidjon) lämnar substratet tert-butylbromid.
Steg 2: Den bildade tert-butylkatjonen attackeras av nukleofilen I^{–} (jodidjon), så att tert-butyljodid bildas.

Reaktionen kan indelas i två huvudsakliga steg:
1. Den lämnande gruppen lämnar substratet, varpå en karbokatjon bildas. Detta är det långsamma och hastighetsbestämmande steget, eftersom laddningsseparationen har en hög energibarriär.
2. Nukleofilen som förekommer i hög koncentration (ofta lösningsmedlet) attackerar den uppkomna karbokatjonen.

Ett inledande steg med protonering av hydroxylgruppen om substratet är en alkohol och ett avslutande steg med deprotonering om produkten är en alkohol, kan tilläggas.
Eftersom karbokatjoner saknar stereocentrum och attacken lika gärna sker på båda sidor, leder reaktionen till racemisering av stereokemin.

## Kinetik
Som tidigare nämnts förekommer två steg i SN1-reaktionen (bortsett från protonering/deprotonering i vissa fall). Eftersom det hastighetsbestämmande steget är oberoende av nukleofilen, så ger detta ett hastighetsuttryck:
reaktionshastighet = k[S]
där [S] är koncentrationen av substratet, och k är hastighetskonstanten.
Slutprodukten blir ett racemat.

## Betingelser
Då karbokatjoner är mycket reaktiva intermediärer är det viktigt att koncentrationen av nukleofilen är hög, eftersom allt som kan tänkas vara nukleofil kan reagera (till exempel lösningsmedlet). Reaktionen utförs bäst i polära protiska lösningsmedel, vilket kan vara en nackdel eftersom dessa ofta är bra nukleofiler, men om nukleofilen går att använda som lösningsmedel är detta mycket gynnsamt. 
En SN1-reaktion sker snabbast vid ett tertiärt kol, långsammare vid ett sekundärt, och sällan alls vid ett primärt. Detta har sin grund i två faktorer: Dels att motsvarande karbokatjoner är stabilare än primära (genom induktiv effekt från fler alkylgrupper). Dels är dessa substrat betydligt mer steriskt hindrade än primära. Nukleofilen får svårt att närma sig kolatomen från ”baksidan” alltså en SN2-attack; detta ger tid till det mer tidskrävande steg ett i SN1-reaktionen. E1-reaktionen är en konkurrerande reaktion.